# 粉竹
粉竹（学名：Yushania falcatiaurita）为禾本科玉山竹属下的一个种。

## 扩展阅读
- 維基物種上的相關：粉竹